# Першочурашевське сільське поселення
Першочура́шевське сільське поселення (рос. Первочурашевское сельское поселение) — муніципальне утворення у складі Маріїнсько-Посадського району Чувашії, Росія. Адміністративний центр — село Перше Чурашево.

## Населення
Населення — 1669 осіб (2019, 1877 у 2010, 2095 у 2002).

## Склад
До складу поселення входять такі населені пункти:
| Населений пункт            | Населення, осіб (2002) | Населення, осіб (2010) |
| -------------------------- | ---------------------- | ---------------------- |
| Алмандаєво, присілок       | 73                     | 59                     |
| Верхні Ірх-Сірми, присілок | 55                     | 41                     |
| Вороново, присілок         | 4                      | 2                      |
| Вурман-Кішки, присілок     | 100                    | 89                     |
| Етнескери, присілок        | 67                     | 36                     |
| Ібраяли, присілок          | 94                     | 64                     |
| Ірх-Сірми-Кішки, присілок  | 85                     | 90                     |
| Ірх-Сірми-Ронгі, присілок  | 67                     | 54                     |
| Караньяли, присілок        | 356                    | 361                    |
| Міжулі, присілок           | 328                    | 288                    |
| Нижні Ірх-Сірми, присілок  | 48                     | 35                     |
| Перше Чурашево, село       | 555                    | 524                    |
| Сін'ял-Ірх-Сірми, присілок | 92                     | 144                    |
| Чиршкаси, присілок         | 171                    | 36                     |